# Chromo-Alumino-Povondrait
Das Mineral Chromo-Alumino-Povondrait ist ein sehr seltenes Ringsilikat aus der Turmalingruppe mit der idealisierten chemischen Zusammensetzung NaCr3+3(Al3+4Mg2)(Si6O18)(BO3)3(OH)3O.
Anhand äußerer Kennzeichen ist Chromo-Alumino-Povondrait nicht von anderen Chrom- oder Vanadium-haltigen Turmalinen zu unterscheiden. Er kristallisiert mit trigonaler Symmetrie und bildet grüne, prismatische Kristalle von unter einem Millimeter Größe. Im Dünnschliff erscheinen sie smaragdgrün bis gelbgrün. Wie alle Minerale der Turmalingruppe ist Chromo-Alumino-Povondrait pyroelektrisch und piezoelektrisch.
Die Typlokalität sind metamorphe Quarzite im Pereval Marmor-Steinbruch in der Umgebung von Slyudyanka am Südende des Baikalsees in der Oblast Irkutsk, Russland.

## Etymologie und Geschichte
Den ersten Chromturmalin beschrieben Alfonso Cossa und Andreas Arzruni bereits 1883. Die Proben aus dem Ural wurden 1977 erneut untersucht, wobei die hohen Chromgehalte nicht bestätigt werden konnten und der Turmalin als chromhaltiger Dravit charakterisiert wurde.
Frank C. Hawthorne reichte im Jahr 2009 eine erste Beschreibung eines Chromo-Alumino-Povondrait aus der Chromit-Lagerstätte bei Nausahi im Distrikt Kendujhar, Odisha, Indien, unter der Nummer IMA 2009-088 bei der IMA ein. Nachfolgende Analysen der Turmaline dieses Vorkommens ergaben jedoch, dass es sich um Chrom-Dravit handelt. Daraufhin wurde die Anerkennung des Chromo-Alumino-Povondrait im Januar 2013 zurückgezogen und noch im selben Jahr erneut mit, besseren Material aus der neuen Typlokalität, dem Pereval Marmor-Steinbruch in der Umgebung von Slyudyanka, eingereicht (IMA 2013-089).

## Klassifikation
In der strukturellen Klassifikation der IMA gehört Chromo-Alumino-Povondrait zusammen mit Bosiit, Maruyamait, Oxy-Chrom-Dravit, Oxy-Dravit, Oxy-Schörl, Oxy-Vanadium-Dravit, Povondrait, Princivalleit, Vanadio-Oxy-Dravit und Vanadio-Oxy-Chrom-Dravit zur Alkali-Untergruppe 3 in der Turmalinobergruppe.
Da Chromo-Alumino-Povondrait erst 2013 als eigenständige Mineralart anerkannt wurde, ist er weder in der veralteten 8. Auflage noch in der von der International Mineralogical Association (IMA) zuletzt 2009 aktualisierten 9. Auflage der Strunz’schen Mineralsystematik verzeichnet. Auch die vorwiegend im englischen Sprachraum gebräuchliche Systematik der Minerale nach Dana kennt den Chromo-Alumino-Povondrait noch nicht.
Im zuletzt 2018 überarbeiteten und aktualisierten Lapis-Mineralienverzeichnis nach Stefan Weiß, das sich aus Rücksicht auf private Sammler und institutionelle Sammlungen allerdings noch nach der alten Form der Systematik von Karl Hugo Strunz in der 8. Auflage richtet, erhielt das Mineral die System- und Mineral-Nr. VIII/E.19-31. In der „Lapis-Systematik“ entspricht dies der Klasse der „Silikate und Germanate“ und dort der Abteilung „Ringsilikate“, wo Chromo-Alumino-Povondrait zusammen mit Adachiit, Bosiit, Chrom-Dravit, Darrellhenryit, Dravit, Elbait, Feruvit, Fluor-Buergerit, Fluor-Dravit, Fluor-Elbait, Fluor-Liddicoatit, Fluor-Schörl, Fluor-Tsilaisit, Fluor-Uvit, Foitit, Lucchesiit, Luinait-(OH) (diskreditiert), Magnesio-Foitit, Maruyamait, Olenit, Oxy-Chrom-Dravit, Oxy-Dravit, Oxy-Foitit, Oxy-Schörl, Oxy-Vanadium-Dravit, Povondrait, Rossmanit, Schörl, Tsilaisit, Uvit, Vanadio-Oxy-Chrom-Dravit und Vanadio-Oxy-Dravit die „Turmalin-Gruppe“ bildet.

## Chemismus
Chromo-Alumino-Povondrait ist das Chrom-Analog von Vanadio-Oxy-Dravit und hat die idealisierte Zusammensetzung [X]Na[Y]Cr3+3[Z](Al3+4Mg2)([T]Si6O18)(BO3)3[V](OH)3[W]O, wobei [X], [Y], [Z], [T], [V] und [W] die Positionen in der Turmalinstruktur sind.
Für den Chromo-Alumino-Povondrait aus der Typlokalität wurde folgende Zusammensetzung bestimmt:
- [X](Na0,87Ca0,07◻0,04K0,02)[Y](Cr3+2,29Mg0,71)[Z](Al3,04Mg1,54Cr3+1,18V3+0,22Fe3+0,01)[[T](Si5,96Al0,04)O18](BO3)3[V](OH)3[W][O0,73F0,25(OH)0,02][4]

Zwischen den Vanadium-, Chrom-, Aluminium-Oxy-Turmalinen besteht vollkommene Mischbarkeit entsprechend der Austauschreaktionen:
- [Y,Z]Cr3+ = [Y,Z]Al3+ (Oxy-Dravit)
- [Y,Z]Al3+ = [Y,Z]Cr3+ (Oxy-Chrom-Dravit)
- [Y,Z]Al3+ = [Y,Z]V3+ (Vanadio-Oxy-Chrom-Dravit)
- [Y,Z]Cr3+ = [Y,Z]V3+ (Vanadio-Oxy-Dravit)

Die Eisengehalte aller Vanadium-Chrom-Oxy-Turmaline sind vernachlässigbar gering.

## Kristallstruktur
Chromo-Alumino-Povondrait kristallisiert mit trigonaler Symmetrie in der Raumgruppe R3m (Raumgruppen-Nr. 160) mit 3 Formeleinheiten pro Elementarzelle. Die Gitterparameter des natürlichen Mischkristalls aus der Typlokalität sind: a = 16,0273(3) Å, c = 7,2833(1) Å.
Die Kristallstruktur ist die von Turmalin. Natrium (Na+) besetzt die von 9 Sauerstoffen umgebene X-Position, die oktaedrisch koordinierte [Y]-Position ist überwiegend mit Chrom (Cr3+) besetzt und die kleinere, ebenfalls oktaedrisch koordinierte [Z]-Position ist gemischt besetzt mit vier Aluminium (Al3+) und zwei Magnesium (Mg2+). Die tetraedrisch koordinierte [T]-Position enthält Silizium (Si4+). Die [V]-Anionenposition ist vorwiegend mit (OH)− besetzt und die [W]-Anionenposition mit einem Sauerstoffionen (O2−).

## Bildung und Fundorte

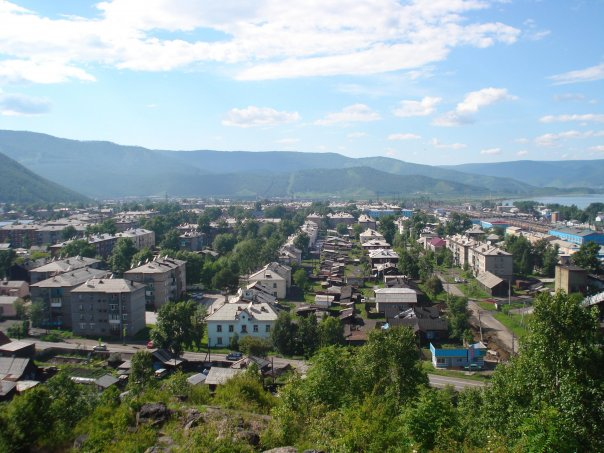
Ansicht von Slyudyanka

Die granulitfaziellen Metasedimente in der Umgebung von Slyudyanka am Südende des Baikalsees in der Oblast Irkutsk, Russland, besonders die graphithaltigen Quarzite des Pereval  Marmor-Steinbruchs, sind die Typlokalität von zahlreichen Vanadium- und Chrom-Mineralen, darunter die Turmaline Chromo-Alumino-Povondrait, Vanadio-Oxy-Chrom-Dravit, Vanadio-Oxy-Dravit und Oxy-Vanadium-Dravit. Begleitminerale von Chromo-Alumino-Povondrait sind Dravit, Oxy-Chrom-Dravit, Oxy-Dravit, Quarz, Calcit, Chromphyllit, Eskolait, Chromit, Uwarowit, chromhaltiger Phlogopit, Diopsid–Kosmochlor-Mischkristalle, Cr-haltiger Tremolit, Cr-haltiger Titanit und Rutil und Pyrit.
Das einzige weitere dokumentierte Vorkommen (Stand 2022) ist die American #1 Talk-Miene bei Balmat (New York) im St. Lawrence County, New York, USA. Dunkelgrüner Chromo-Alumino-Povondrait tritt hier zusammen mit hellgrünem Tremolit, Quarz, Phlogopit und Fluorapatit in Talk-Tremolit-Cummingtonit-Schiefern auf. Die Zusammensetzung des Turmalins wird auf der Basis von angenommenen 4 (OH) berechnet, wonach es sich um einen Mischkristall von Dravit und Chrom-Dravit handeln müsste. Eine Einkristall-Strukturverfeinerung weist für die [W]-Position aber nur eine Besetzung mit 0,3 (OH) auf und rund 0,7 O2− aus, was auf einen Oxy-Turmalin hinweist, Chromo-Alumino-Povondrait.